# Grandsoni csata
A grandsoni csatát az Ósvájci Konföderáció és a Burgundi Hercegség vívta 1476. március 2-án. Az ütközetet a svájci csapatok nyerték.

## Előzmények

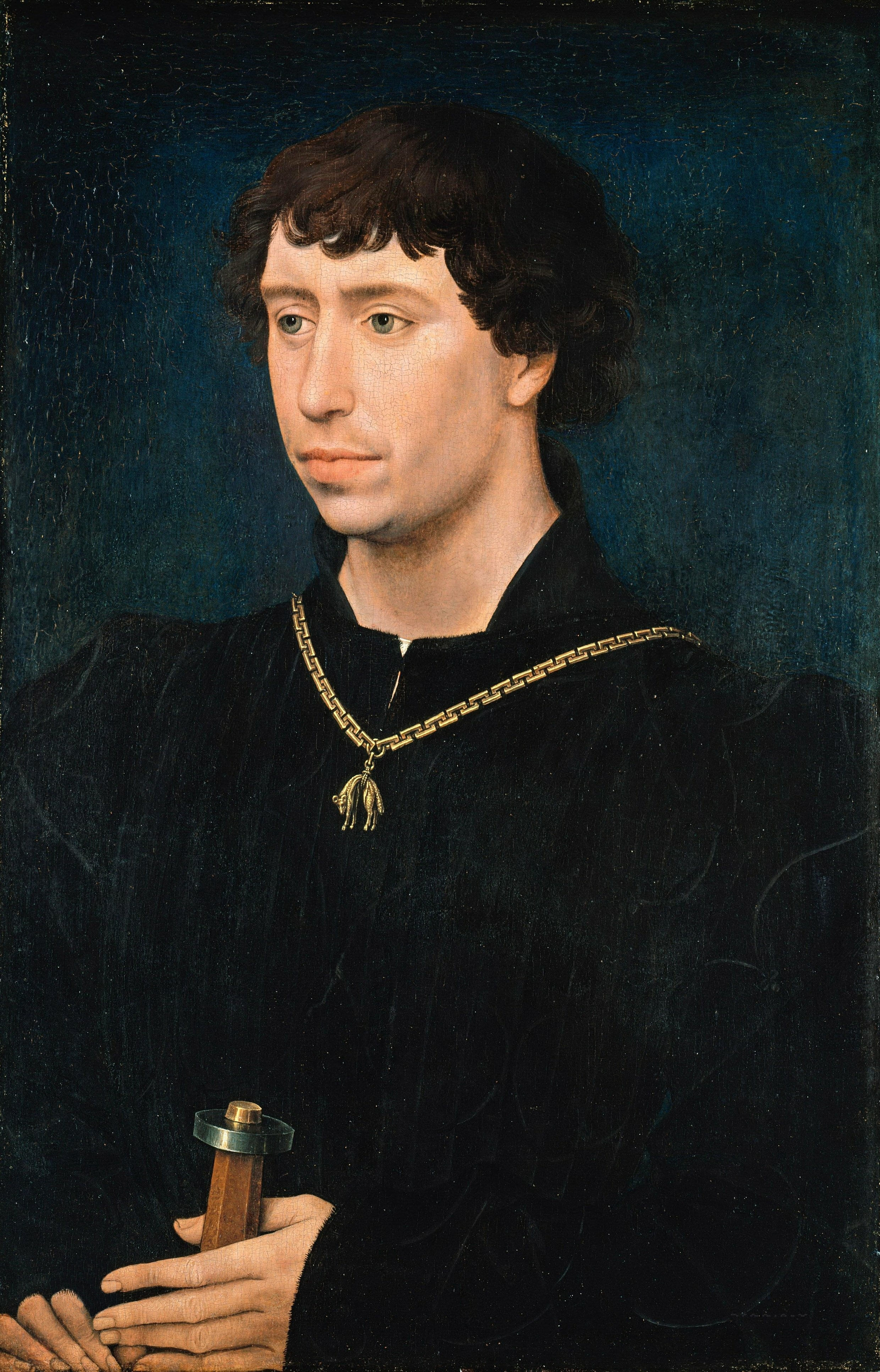
Merész Károly Rogier van der Weyden festményén

Az 1470-es évekre Merész Károly burgundi herceg Európa egyik legerősebb uralkodójává vált, aki folyamatos hadakozással igyekezett birodalma területét növelni. A Franciaország és a Német-római Birodalom közé beékelődött Burgundia erősen központosított monarchia volt. 1474-re ellenőrzése alá vonta Elzász és Franche-Comté tartományokat, valamint szövetséget kötött a Savoyai Hercegséggel, amely a Vaud régió vezető hatalma volt. A 15. században ezek a területek az Ósvájci Konföderáció határainál feküdtek, így a herceg kielégíthetetlen területi ambíciói fenyegetést jelentettek a svájciakra.
A herceg növekvő hatalma miatt félelmek hatására a svájci kantonok kölcsönös segítségnyújtásról írtak alá megállapodásokat, 1474. március 31-én pedig nyolc kanton kötött szövetséget. Október 25-én a konföderáció végrehajtó tanácsa (Tagsatzung) Luzernben találkozott, és kihirdette a háborút a Burgundiai Hercegség ellen. Az első nagyobb összecsapás Franche-Comté tartományban következett be, amikor a soraiban 7500 svájcit is tudó nemzetközi sereg megostromolta Hericourt városát. Merész Károly megpróbálta áttörni az ostromgyűrűt, de kudarcot vallott.
Az ellenségeskedés kitörése után, 1475-ben Bern kanton három hadjáratot indított a Savoyai Hercegség területe ellen, és sok más település és erődítmény mellett elfoglalta Grandson várát. Ezek az akciók Merész Károly érdekeit sértették, különösen a Nagy Szent Bernát-hágó savoyai ellenőrzésének elvesztése. Ezzel a herceg elvesztette a gyors utánpótlás lehetőségét. Miután 1475. november 30-án elfoglalta Nancyt, a svájci szövetség ellen fordult.

## Grandson ostroma
Merész Károly fő célja Bern volt, a vele szemben leginkább agresszív kanton. 1476 telén, nyugatról megindult Bern felé, és fontos erősségeket foglalt el. A herceg serege 12-18 ezer emberből – a félelmetes hírű burgundiai és francia lovasságból, holland és flamand lándzsásokból, olasz és angol íjászokból, német muskétásokból  – állt. Rendelkezésére állt több száz különböző kaliberű tüzérségi fegyver is. A had legfőbb gyengesége az volt, hogy sok nemzet katonáiból állt, így a kommunikáció a különböző egységek között meglehetősen nehézkessé válhatott.
Merész Károly seregei 1476 februárjában értek Grandson várához, amelyet valamivel több mint ötszáz svájci katona védett. A burgundiaiak megkezdték a Neuchâtel-tó partján fekvő erőd heves ágyúzását. A védők 18-án és 20-án is visszaverték a burgundiaiak rohamát. A svájciak kitartása azonban fogyni kezdett, miután egy ágyúgolyó letépte a tüzérség irányítójának fejét és a lőpor nagy része felrobbant.

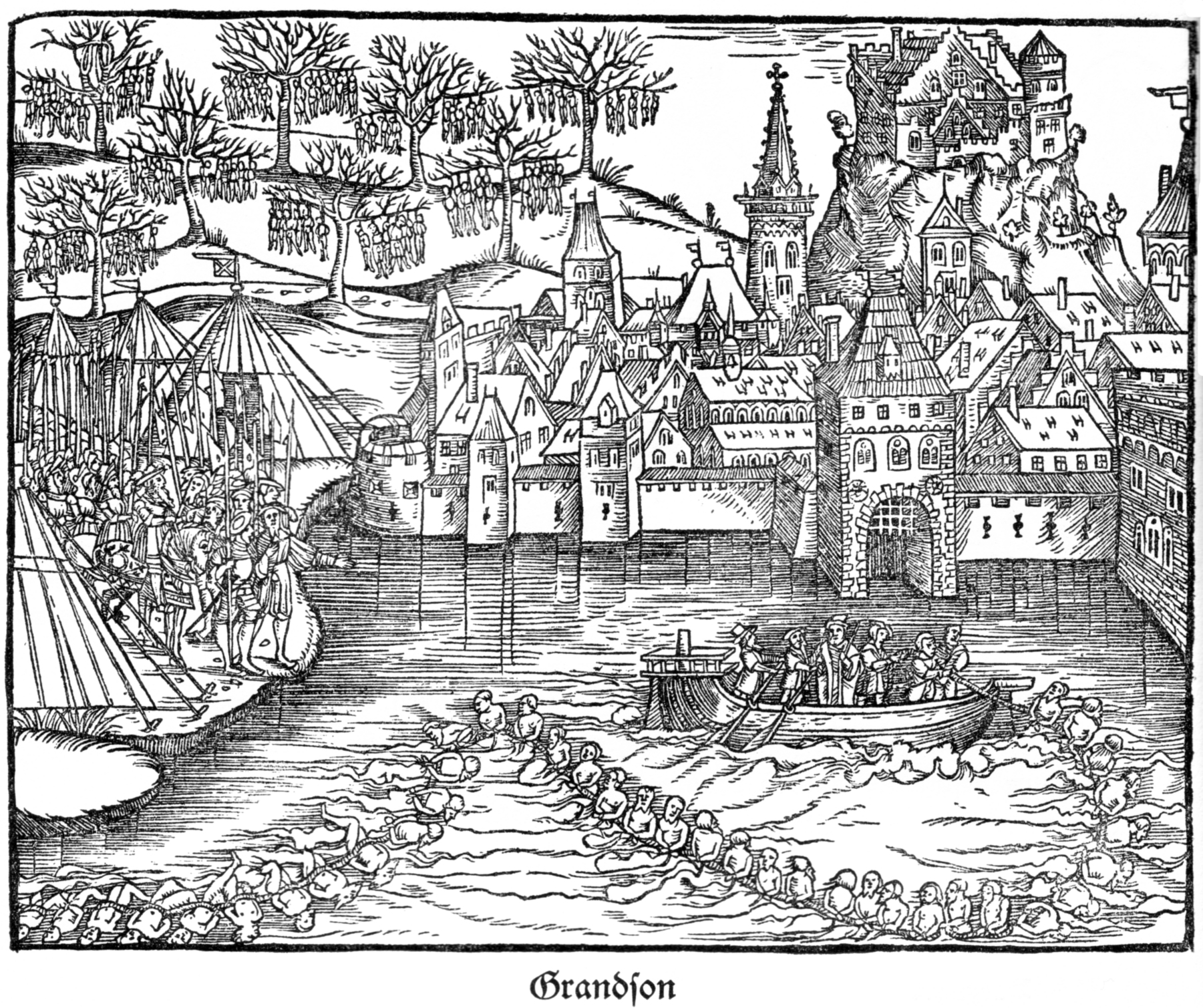
A burgundiaiak vízbe fojtják a vár védőit

Az ostrom hírére a közeli kantonok felállítottak egy felmentő sereget. A várhoz egy bárkát küldtek, hogy tudassa, úton van a segítség. A hajó legénysége azonban nem mert elég közel menni a parthoz az ágyútűz miatt, és mutogatással próbálta meg átadni az üzenetet. A védők félreértették közlendőjüket, és tárgyalásokat kezdtek az ostromlókkal a megadásról.
Valamennyi korabeli svájci forrás arról tudósít, hogy a burgundiai herceg azt ígérte a védőknek, hogy megkíméli életüket. Panigarola, egy itáliai küldött, aki elkísérte a herceget a hadjáratra, viszont azt állította, hogy Merész Károly nem ígért semmit a svájciaknak, azok kegyelmébe ajánlották magukat február 28-án. Aznap és másnap a herceg a garnizont védő valamennyi, 412 férfit felakasztatta vagy vízbe fojtatta.
A svájci sereg a tó partján közelítette meg a várat. A had  20 376 katonát számlált az akkurátus feljegyzések szerint. Fő erejét a berniek adták, ugyanis elsősorban ebből a kantonból származtak a lemészárolt várvédők. A had többi része Fribourg, Luzern, Solothurn és Zurich tartományból érkezett. Többségük lándzsás és alabárdos volt, kevés számszeríjas és lőfegyveres katonával, alacsony létszámú lovassággal kiegészítve. Őket általában az előcsatározások során vetették be. Néhány korabeli feljegyzés szerint a svájciak kevés tüzérségi fegyverrel is rendelkeztek. Erősségük volt a terep ismerete és a harci motivációː otthonuk védelme.
A burgundiai felderítők jelentették uralkodójuknak a közeledő hadat, és Károly úgy döntött, a svájciak elé vonul. A burgundiaiak a Grandsontól nagyjából tíz kilométerre, a tó partján fekvő kisváros, Concise felé vonultak, majd március 1-jén megerősített pozíciókat építettek ki egy síkságnál, amelyet Merész Károly harcmezőnek szemelt ki. A mező környezete sűrű erdős és hegyes volt.

## Ütközet
Március 2-án hajnalban a svájci csapatok megreggeliztek, és folytatták a menetelést Grandson felé. A sereg két nagyjából azonos méretű részből állt, amelyek a két nagyobb utat elfoglalva haladtak előre. A tó partján vezető úton nagyjából 10 ezer berni, luzerni és zurichi katona menetelt a burgundiai állások felé. A másik hadtest a tótól nagyjából másfél kilométerre, az erdőn keresztülvezető úton közeledett a harcmezőhöz. A burgundiai felderítők hamarosan megvitték a hírt Merész Károlynak a svájci felvonulásról. A herceg három részre osztotta seregétː a két szárnyra a lovasság, középre a gyalogság és a tüzérség került.

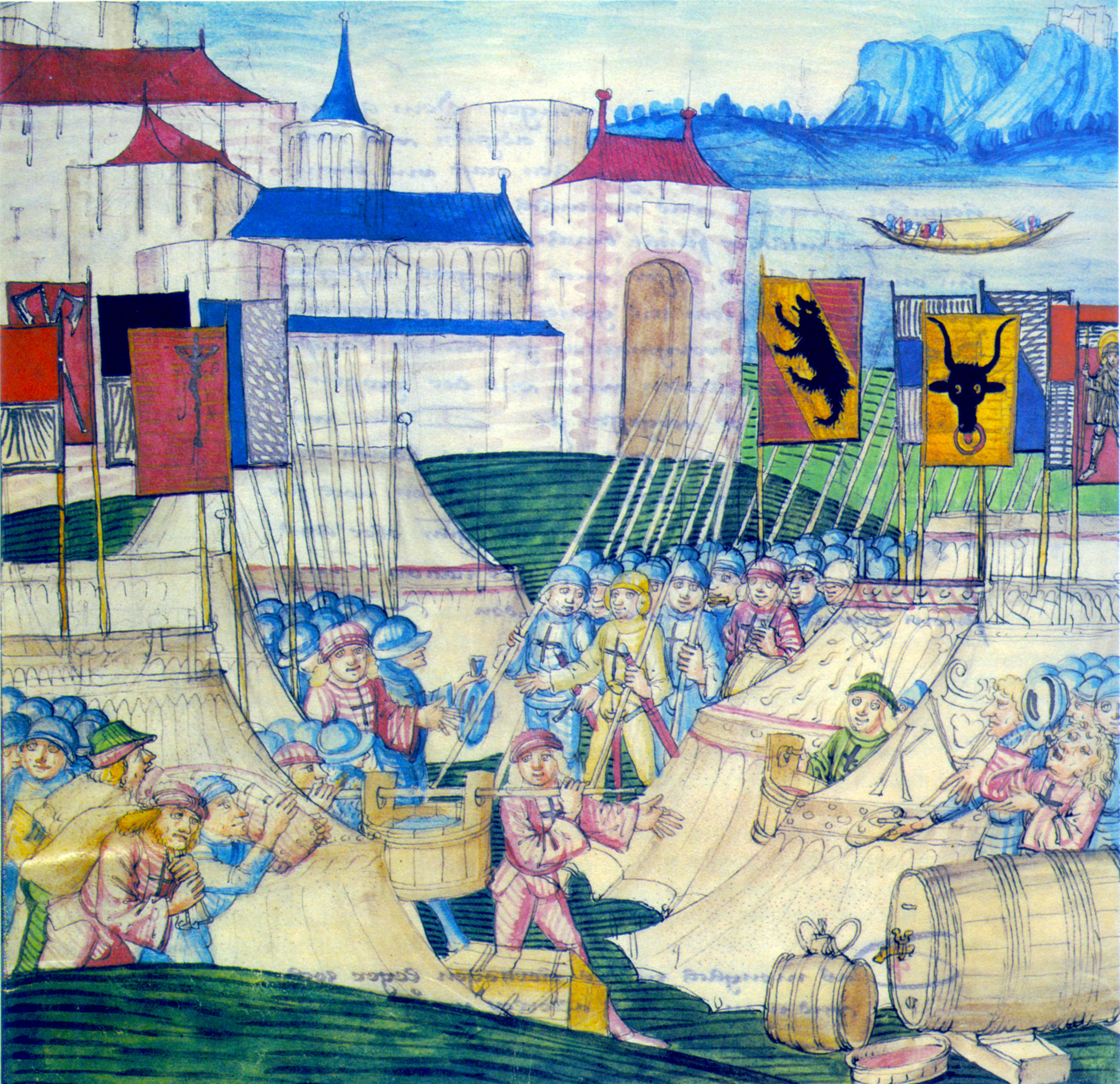
A burgundiai tábor kifosztása (idősebb Diebold Schilling, 1483)

 A svájci elővéd imádkozott, amelyhez széttárták a karjaikat. Ezt a burgundiai lovagok félreértették, és azt kiabálták a svájciaknak, hogy „nem kaptok kegyelmet, valamennyien meg fogtok halni”. A svájciak ezután egy száz ember széles falanxot alkottak. Ez volt a svájci katonai rendszer alapja, a Viereck, vagyis a négyszög. A katonák négyszöget alkottak, amelynek minden oldalán több sor lándzsás állt. Ők fogták fel a lovasság rohamát hat méter hosszú fegyvereikkel. A falanx közepén az alabárdosok és a muskétások helyezkedtek el, akik a négyszög bármely részén ki tudtak rontani, és közelharcba kezdeni az ellenséggel.
A Merész Károllyal szemben felálló falanx előtt nagyjából háromszáz íjász és muskétás sorakozott fel egy sorban. A falanx mögött balra állították fel a lövegeket. Tizenegy óra körül a svájciak lassan elindultak a burgundiaiak felé. Merész Károly úgy vélte, hogy a teljes svájci haderő felsorakozott a síkságon. Tüzelésre utasította a muskétásokat, az íjászokat és az ágyúsokat. A jobbszárnyon várakozó lovasságát előre küldte, hogy támadja meg a svájci szárnyakat. A burgundiai lőfegyverek tüzében sok svájci elesett, de ez nem lassította le a falanx előrehaladását.
Amikor a burgundiai lovasok elérték a svájci vonalat, beleszaladtak a lándzsaerdőbe, és a roham elhalt. A lovasok kénytelenek voltak visszafordulni. A herceg, látva a kudarcba fulladt támadást, saját testőrei élén rohamot vezetett a svájci blokk ellen, de nem ért el sikert. A burgundiai támadások főleg a falanx balszárnyát és közepét célozták, eredmény nélkül. Merész Károly a balszárnyon felsorakozó lovasságot is bevetette a svájci jobbszárny ellen, amelyet egy erdős csalit védett. A lovasok a svájci falanx jobb hátsó sarkát támadták, de akciójuk kudarcba fulladt.
Néhány órányi eredménytelen támadás után Merész Károly taktikát váltottː visszahívta a lovasságot, hogy ismét bevesse tüzérségét. Amikor a lovasok visszaértek saját vonalaikhoz, megjelent a második, az elsőnél jóval népesebb svájci hadtest is a harcmezőn, közvetlenül jobbra a falanxtól. A burgundiai gyalogság és tüzérség pánikba esett, a sorok felbomlottak, a katonák menekülni kezdtek. Merész Károly megpróbálta megállítani az embereit, de hiába kardlapozta őket, nem tudta visszafordítani a megfutamodókat. Végül a herceg is elhagyta a csatateret.

## Veszteségek
Ahhoz képest, hogy a csatában 35-38 ezer ember vett részt, a veszteség meglepően alacsony volt. A svájciak közül mintegy kétszázan haltak meg, a burgundiai halottak száma háromszáz és ezer között volt. Merész Károly legnagyobb vesztesége a tüzérség volt, amely a csatamezőn maradt. Mivel a svájciaknak nem volt lovasságuk, nem tudták üldözőbe venni a menekülőket. A svájci győzelem a burgundiaiak kis embervesztesége ellenére is nagy sikernek számított, ugyanis a kor egyik legfélelmetesebb seregét futamították meg. Ráadásul elfoglalták a támadók táborát, ahol rengeteg fegyvert, felszerelést, valamint ékszereket, bútorokat zsákmányoltak.